# Bürgermeisterei Hamm
Die Bürgermeisterei Hamm war eine der neun preußischen Bürgermeistereien, in welche sich der 1816 gebildete Kreis Altenkirchen im Regierungsbezirk Coblenz verwaltungsmäßig gliederte. Sie war nach dem Sitz des Bürgermeisters, der Gemeinde Hamm (Sieg), benannt. Der Bürgermeistereibezirk umfasste 13 Gemeinden, in denen 1817 insgesamt 2.175 Einwohner lebten. 1927 wurde die Bürgermeisterei Hamm in Amt Hamm umbenannt.

## Gemeinden
Nach Statistiken aus den Jahren 1817, 1843 und 1861 gehörten die folgenden Gemeinden und Ortschaften zur Bürgermeisterei (Schreibweise 1817, 1843):
- Birkenbeul mit den Ortschaften Kratzhahn, Pfaffenseiffen und Weisenbrüchen
- Bitzen mit den Weilern Dünenbusch und Pirzenthal (1843 wurde auch das Zechenhaus St. Andreas verzeichnet)
- Breitscheidt (1843 und 1861 Breitscheid) mit den Wohnplätzen Thalhausen und Pulvermühle (1843 wurde auch der heutige Ortsteil Pfannenschoppen genannt)
- Bruchertseiffen (1843 und 1861 Bruchertseifen) mit den Ortschaften Hadersen und Langenbach
- Etzbach mit dem Weiler Heckenhoff sowie den Wohnplätzen Hergertsau (heute Herrgottsau) und Kohlrich
- Forst mit den Weilern und Wohnplätzen Dellingen, Holpen (1843 Holpe), Kaltau, Lechenbach, Neuhöfchen, Seifen, Seifermühle und Wäldchen
- Fürthen mit den Weilern Opsen und Oppertsau sowie den Höfen Kappenstein, Mümmelbach, und Waldbach
- Hamm, evangelisches Kirchdorf mit dem Weiler Scheid und den Wohnplätzen Auermühle und Eisenhütte (1843 Heinrichshütte)
- Niederirsen mit dem Weiler Uckertseiffen (1843 zusätzlich die Irsermühle)
- Pracht mit den Weilern Hassel, Niederhausen und Wickhausen sowie dem Hof Bitzbruch
- Roth mit den Weiler Hämmerholz, Hohensayn, Oettershagen und Thal sowie der Nistermühle (1843 zusätzlich die Pulvermühle Au)
- Seelbach mit Marienthal
- Unterschützen mit dem Wohnplatz Heide (seit 1969 Ortsteil von Breitscheidt)

## Geschichte
Die von der Bürgermeisterei Hamm verwalteten Ortschaften gehörten seit dem Mittelalter zum Kirchspiel Hamm und bis zum Ende des 18. Jahrhunderts ausnahmslos zur Grafschaft Sayn-Hachenburg. 1799 fiel die Grafschaft, und damit das Gebiet der späteren Bürgermeisterei, an die Grafen von Nassau-Weilburg und 1806 zusammen mit Sayn-Altenkirchen an das Herzogtum Nassau.
Teile des Territorium Sayn-Hachenburg, darunter auch das Kirchspiel Hamm, wurde 1815 infolgr des  Wiener Kongresses aufgrund eines zwischen Nassau und Preußen abgeschlossenen Vertrages dem Königreich Preußen zugeordnet.
Unter der preußischen Verwaltung wurde 1816 der Kreis Altenkirchen im Regierungsbezirk Coblenz neu geschaffen, der sich in neun Bürgermeistereien gliederte. Die Bürgermeisterei Hamm wurde, so wie alle Landbürgermeistereien in der Rheinprovinz, 1927 in „Amt Hamm“ umbenannt. Aus diesem entstand im Rahmen der rheinland-pfälzischen Verwaltungs- und Gebietsreform 1968 die heutige Verbandsgemeinde Hamm (Sieg).

## Bürgermeister
Bürgermeister, ab 1927 Amtsbürgermeister, in Hamm waren:
| 1816–1819 | Gottfried Friedrich Raiffeisen |
| 1897–1919 | Berns                          |
| 1919–1933 | Birk                           |
| 1933–1945 | Richard Fischborn              |
| 1945–1946 | Christian Rörig                |
| 1947–1957 | Heinrich Rüttel                |
| 1957–1968 | Karlheinz Klöckner             |